# Публий Метилий Непот
Публий Метилий Непот (на латински: Publius Metilius Nepos; * 45 г.; † 128 г.) e сенатор на Римската империя от края на 1 и началото на 2 век.

## Биография
Произлиза от фамилията Метилии от Алба Лонга. Син е на Публий Метилий Сабин Непот (суфектконсул 91 г.).
През 103 г. Непот е суфектконсул заедно с Квинт Бебий Мацер. След това е легат на провинция. През 105 г. Непот става член на колегията арвалски братя до 118 г.

## Деца
- Публий Метилий Непот (консул 128 г.), женен за Понтия
- Публий Метилий Секунд Непот (суфектконсул 123 г.), женен за Аквилия.